# Махлай, Сергей Владимирович
Сергей Владимирович Махлай (род. 16 февраля 1969, Губаха, Пермская область) ― российский предприниматель, сын Владимира Махлая, возглавлявшего ОАО «Тольяттиазот» в 1985—2011 годах, возглавил ТоАЗ в 2011 году.

## Биография
Родился 16 февраля 1969 года в городе Губаха Пермского края. Окончил школу в том же городе.
В 1986 году поступил в Пермский политехнический институт.
После службы в Советской армии (1987—1989) работал в строительстве. В 1993 году получил степень бакалавра по направлению «Машины и аппараты химического производства, строительство предприятий и патентоведение» в Тольяттинском политехническим институте. С 1994 года переехал в США, где руководил компанией по продажам оборудования для химической промышленности и торговле недвижимостью. В 2003 году получил степень магистра по специальности «Деловое администрирование» в Университете Северной Каролины.
После окончания университета Северной Каролины Сергей Махлай принял американское гражданство, после чего дважды менял свое имя по американскому паспорту — сначала на Serge Makligh, а потом на George Mac.
С 2005 года являлся членом Совета директоров и председателем Наблюдательного Совета РТС-банка, акционерами которого по данным Центрального Банка РФ являлись супруга Сергея Махлая Ирина Махлай (74 %) и его брат Андрей Махлай (26 %). В марте 2019 года Центральный банк отозвал у РТС-Банка лицензию на осуществление банковской деятельности, инициировал в его отношении процедуру банкротства и передал информацию о подозрительных операциях в РТС-Банке в правоохранительные органы.
С 2011 по 2017 год находился в должности председателя Совета директоров ОАО «Тольяттиазот». Является также председателем совета директоров и единственным владельцем Тольяттихимбанка. С 2012 года член попечительского совета Тольяттинского государственного университета.

## Руководство «Тольяттиазотом»
После избрания Председателем совета директоров ОАО «Тольяттиазот» в 2011 году Сергей Махлай принимает все стратегические решения в компании.
Впоследствии, отец Сергея Махлая, Владимир Маxлай, в газетном интервью обвинил своих сыновей, Сергея и Андрея Махлаев, в том, что в 2011 году они отобрали у него компанию, заявив что его «за один день поснимали со всех должностей, отобрали офшоры и выгнали из трастов». Он также обвинил сыновей в том, что в нарушение закона, они обменялись акциями с владельцем швейцарской трейдинговой компании Ameropa Андреасом Циви.
В этом же году Сергей Махлай анонсировал проведение масштабной модернизации производственных мощностей до 2020 года.
Однако уже в 2012 году проверки, проведённые Ростехнадзором, выявили более 300-х нарушений в области промышленной безопасности. По части из них прокуратуре пришлось добиваться устранения через судебные органы.
В 2014 году на агрегате аммиака № 4 произошёл взрыв в ёмкости для хранения раствора. В 2015 году в Воронежской области произошёл разрыв магистрального аммиакопровода ТоАЗа, в результате которого утекло свыше полутонны аммиака. В январе 2016 года в цехе подготовки аммиака транспортировке № 13 произошла авария с крупной утечкой аммиака. В феврале 2017 года на предприятии были аварийно остановлены сразу несколько агрегатов аммиака. 15 октября 2018 года из-за отравления аммиаком погиб механик цеха № 26. 16 октября 2018 года на агрегате аммиака № 4 произошел взрыв 3000 кубометров природного газа, вызвавший мощный пожар. В мае 2019 года в зоне пункта замера расхода газа была обнаружена утечка природного газа, затем в октябре 2019 года — на магистральном трубопроводе был обнаружен новый пропуск газа угрожающе критического уровня.
В ходе проверок, проведенных осенью 2019 года, Ростехнадзор пришел к выводу, что некоторое оборудование ТОАЗа не может продолжать эксплуатироваться в связи с нарушением обязательных норм и правил промышленной безопасности при эксплуатации опасных производственных объектов. В числе объектов, попавших под решение суда о приостановке эксплуатации, оказались башенные краны, бак-нейтрализатор в цехе 06А, склад сырьевой кислоты и щелочи и цеха № 1616. Общее количество нарушений, выявленных в ходе проверок, проведенных осенью 2019, превысило 360.
По словам бывшего Генерального директора ЗАО «Корпорация Тольяттиазот» Вячеслава Суслова, c приходом Сергея Махлая в руководство Тольяттиазот выросло качество корпоративного управления, и как следствие, произошли рост прибыли, налоговых выплат и дивидендов. По итогам 2011 года они составили 2,9 млрд руб. (в 2010—582,7 млн руб., в 2009 — не выплачивались).
Сергей Махлай в ряде интервью утверждал, что начиная с 1996 года были предприняты неоднократные попытки рейдерского захвата предприятия. Возможно, первая за четыре года публикация годового отчета «Тольяттиазота» в апреле 2011 года связана с прекращением внешнего давления на компанию и её акционеров..
При Сергее Махлае состоялась получившая широкий общественный резонанс акция работников завода в знак «защиты традиционных российских ценностей — религии, семьи, нравственности», на котором участниц группы Pussy Riot пригласили на предприятие «на перевоспитание».
Эта акция стала поводом для интервью, которое Сергей Махлай дал известному журналисту Саймону Шустеру. В интервью Huffington Post Сергей Махлай положительно отозвался о российском деловом климате и сказал, что западные политологи часто применяют в оценках российских событий искажения и двойные стандарты.
В декабре 2014 года Сергей Махлай в ответ на вопрос журналиста о появившейся информации о том, что предприятие стало иностранной компанией отметил следующее: «„Тольяттиазот“ всегда был и остается российской компанией. Завод является одним из градообразующих предприятий для Тольятти и входит в тройку крупнейших налогоплательщиков Самарской области».
В 2018 году Арбитражный суд Самарской области вынес окончательное решение о взыскании с ПАО «Тольяттиазот» налоговой задолженности за 2012–2013 года в размере 816 миллионов рублей.

## Уголовные расследования
16 мая 2019 года Следственный комитет РФ возбудил уголовное дело в отношении Сергея Махлая, а также других лиц по статье 210 УК РФ (организация преступного сообщества или участие в нём). По этому делу 31 мая был арестован председатель правления «Тольяттихимбанка» Александр Попов. Российское агентство правовой и судебной информации (РАПСИ) упомянуло, что участники преступной организации под руководством Владимира Махлая в период с 2005 по 2013 год совершили несколько тяжких преступлений в сфере экономической деятельности.
5 июля 2019 года суд Комсомольского района города Тольятти признал Сергея Махлая, а также Владимира Махлая, Андреаса Циви и двух других обвиняемых виновными в хищении у «Тольяттиазота» 77 миллиардов рублей и нанесения ущерба миноритарным акционерам на сумму 10,7 миллиарда рублей. Суд приговорил Владимира и Сергея Махлаев к девяти годам лишения свободы с отбыванием наказания в колонии общего режима. Поскольку все подсудимые на момент вынесения приговора находились за рубежом, приговор был вынесен заочно.
В ходе следствия было установлено, что в 2007 году президент ЗАО Корпорация «Тольяттиазот» Владимир Махлай вместе с сыном Сергеем, тогда занимавшим пост вице-президента компании, создали организованную преступную группу для систематического хищения продукции предприятия (аммиак и карбамид) с использованием служебного положения. Для этого в Тольяттихимбанке, на 100% принадлежащим Сергею Махлаю, были открыты расчетные и валютные счета ОАО «Тольяттиазот», на которые поступала выручка от продажи продукции швейцарской офшорной компании Nitrochem Distribution AG, возглавляемой Беатом Рупрехтом и принадлежащей Ameropa AG Андреаса Циви. Часть прибыли оставалась в распоряжении подсудимых и не возвращалась на ТОАЗ. При этом, чтобы не платить налоги, цена на продукцию существенно занижалась. Таким образом Владимир и Сергей Махлаи, Циви и Рупрехт похитили около 85 миллиардов рублей, принадлежащих ТОАЗу и его акционерам. В ходе судебного процесса был полностью доказаны факты аффилированности между ТОАЗом, Nitrochem Distribution AG и Ameropa AG.
В 2020 году Сергей Махлай по версии Следственного комитета России пытался дать взятку судьям Верховного суда РФ за отмену решения о взыскании с предприятия налоговых недоимок на сумму 2,5 миллиарда рублей.

## Общественная деятельность, награды
Глава Международной шахматной федерации Кирсан Илюмжинов поблагодарил Сергея Махлая за всестороннюю поддержку шахмат в России, после того как в апреле 2015 года ТоАЗ стал ключевым спонсором FIDE.
Сергей Махлай за вклад в воссоздание Храма Преображения Господня на Преображенской площади г. Москвы награждён Патриархом Кириллом Орденом преподобного Сергия Радонежского второй степени.

## Семья
Жена, две дочери.